# Movimiento Correctivo
El Movimiento Correctivo (en árabe: الحركة التصحيحية‎, romanizado: al-Ḥaraka at-Taṣ'ḥīḥiya), también conocido como “Revolución Correctiva” o “Movimiento Correctivo Glorioso”, fue un movimiento político en Siria, iniciado por un golpe de Estado, liderado por el General Háfez al-Ásad el 13 de noviembre de 1970. Aunque también se le considera una revolución, el Movimiento Correctivo consistió, más bien, en un programa de reformas implementado por Al-Ásad, tuvo por objetivo sostener y mejorar la “línea nacional-socialista” del Estado y al Partido Baaz (facción dominante siria). No obstante, el movimiento no implicó una ruptura total con el pasado político del Baaz. Al-Ásad gobernaría Siria hasta su muerte en el año 2000. Fue sucedido por su hijo Bashar al-Ásad.

## Hechos
Al-Ásad comenzó a planear la toma del poder justo después de la fallida intervención militar en la crisis de Septiembre Negro en Jordania. Mientras Al-Asad había sido “de facto” la autoridad de la política siria desde 1969, Salah Jadid y sus seguidores todavía mantenían las formas del poder.  Después de asistir al funeral de Gamal Abdel Nasser, Al-Ásad regresó a Siria para estar presente en el Congreso de Emergencia Nacional que tuvo lugar el 30 de octubre de 1970. En el congreso, Al-Ásad fue condenado por Jadid y sus seguidores, quienes constituían la mayoría de los delegados del partido. Sin embargo, antes de presentarse en el congreso, Al-Ásad había ordenado a las tropas leales a él que rodearan el edificio en donde el congreso se estaba llevando a cabo. Las críticas hacia la posición política del Al-Ásad continuaron, pero con las tropas de Al-Ásad rodeando el edificio, la mayoría de los delegados sabían que habían perdido la batalla. Al-Ásad y Mustafa Tlass fueron privados de sus puestos en el gobierno durante el congreso. No obstante, esta movida tuvo poca influencia en la práctica.
Cuando el Congreso Nacional se desmanteló el día 12 de noviembre de 1970, Al-Ásad ordenó a sus seguidores arrestar a los miembros principales del gobierno de Yadid. Mientras a muchos intermediarios se les ofrecieron puestos en las embajadas sirias en el extranjero, Jadid se negó, diciéndole a Al-Ásad: “Si alguna vez tomó el poder tú serás arrastrado por las calles hasta la muerte”.  A manera de respuesta, Al-Ásad encerró a Jadid en la cárcel, quien pasó el resto de su vida en la Prisión de Mezze. No acontecieron fatalidades y el país permaneció en calma tras el golpe de Estado. La única prueba perceptible para el mundo de que algo andaba mal fue el hecho de que los diarios oficiales, la radio, y las emisoras de televisión habían dejado de publicar, o bien, estaban fuera del aire. Un Comando Regional Temporal fue establecido poco después y, el 16 de noviembre de 1970, el nuevo gobierno publicó su primer decreto.

## Reformas

### Internas

#### Reformas políticas
La facción Al-Ásad, que era mucho más pequeña que la facción a favor de Jadid, comenzó a reclutar partidarios de la derecha del Partido Baaz  para ocupar puestos altos y así consolidar su poder. Al-Ásad recurrió directamente a los simpatizantes de Michel Aflaq al proclamar: “Reconstruyamos juntos y, si fallamos, nuestras cabezas estarán juntas en el bloque”. Aproximadamente 2,000 personas respondieron a la invitación de Al-Ásad, entre ellos estuvieron Georges Saddiqni, un ideólogo del partido, y Shakir al-Fahham, uno de los secretarios que estuvo presente en el congreso fundacional del Baaz en 1947. No obstante, a pesar de tratar de reforzar su poder en el partido, en una reunión del Comando Regional en 1970, sus miembros se opusieron a la moción de Al-Ásad para designar la cabeza que lideraría el partido. Como resultado, Al-Ásad estableció una base de poder separada del partido.
Como parte de su “movimiento correctivo” en el undécimo Congreso Nacional, Al-Ásad presentó una revisión general de su política nacional. Incluidas en estas revisiones estaban las medidas para consolidar su poder. Su predecesor baazista había restringido el control del islam en la vida pública y en el gobierno. Debido a que la constitución permitía sólo a los musulmanes convertirse en presidentes, Al-Ásad, a diferencia de Jadid, se presentó a sí mismo como un musulmán devoto. Con el fin de obtener apoyo de los ulema –la los sabios en temas religiosos islámicos– rezó en mezquitas sunnís, a pesar de que él pertenecía a la rama del Alauismo. Entre las medidas que introdujo Al-Ásad pueden mencionarse que promovió de rango a 2,000 funcionarios religiosos, y designó a un Ulema ministro de los funcionarios religiosos y la construcción de mezquitas. Al-Ásad escogió al poco conocido maestro Ahmad al-Khatib, adepto del Sunismo, como jefe de Estado con el fin de complacer a la mayoría suní.  También designó a sunís en altos cargos del gobierno, el ejército y el partido. Todos los que ocuparon los puestos de primer ministro, ministro de defensa y ministro de asuntos exteriores y una gran mayoría de su gabinete fueron sunís. A principios de la década de 1970, Al-Ásad fue verificado como un musulmán auténtico por el mufti suní de Damasco y realizó el hach, la peregrinación a la Meca. En sus discursos, Al-Ásad, utilizó frecuentemente términos como "yihad" (guerra santa) y "shahada" cuando se refería a la lucha contra Israel.
El golpe de Estado convulsionó las estructuras políticas y sociales de Siria. Los alauíes, la minoría religiosa a la que perteneció Al-Ásad, a pesar de que sólo representaban el 12% de la población, ocuparían las posiciones más codiciadas en cada sector de la vida en Siria

#### Reformas económicas
Al-Ásad revirtió las políticas económicas socialistas radicales de su predecesor y fortaleció el papel del sector privado en la economía. En muchos sentidos, el movimiento correctivo resultó en una alianza tácita entre la elite política y la burguesía de Damasco.

### Política exterior
Las reformas también buscaron normalizar las relaciones de Siria con otros estados árabes después de que durante el corto mandato de Yadid, Siria había permanecido aislada diplomáticamente. Al-Ásad trató de establecer relaciones de trabajo con Egipto y Arabia Saudita con el propósito de establecer el llamado eje estratégico “Cairo-Damasco-Riad” para fortalecer la cooperación en seguridad contra Israel. El acuerdo de cooperación fue efectivo y cuando Egipto y Siria obtuvieron una victoria relativa en la guerra de Yom Kipur en 1973, Arabia Saudita y otros países productores de hidrocarburos, dejaron de vender petróleo a Estados Unidos y países bajos.

## Legado
El gobierno de Siria conmemora el Movimiento Correctivo con un día festivo oficial, el 16 de noviembre de cada año.
Cuando los gobiernos comunistas en el Bloque del Este colapsaron, surgió una crisis ideológica dentro del gobierno. Sin embargo, Assad y sus simpatizantes contratacaron, declarando que debido a “el Movimiento Correctivo bajo el mando del guerrero Háfez al-Assad”, los principios del pluralismo económico y político, el cual había sido introducido “unas dos décadas” antes, salvaguardaron el gobierno sirio de la posibilidad de un colapso.
Más tarde, el 27 de enero de 2000, el ministro extranjero sirio, Farouk al-Sharaa, declaró: “no estoy exagerando cuando digo que el Movimiento Correctivo, que tuvo lugar en 1970 bajo el mando de Háfez al-Ásad … ha cristalizado, por primera vez en la historia árabe moderna un panarabismo maduro y realista.”